# 1-Fenilpropanol
1-Fenilpropanol, também chamado de 1-fenilpropan-1-ol, etilfenilcarbinol, etil-fenil-carbinol, é um composto químico orgânico de fórmula C9H12O, fórmula linear C2H5CH(C6H5)OH, massa molecular 136,19 , classificado com o número CAS 93842-80-9.
Possui ponto de ebulição de 217-219 °C, ponto de fusão de 90,6°C (195°F), densidade de 0,994 g/mL a 25 °C, índice de refração de n20/D 1.521 e é insolúvel em água.